# Incidentes de 1968 en España

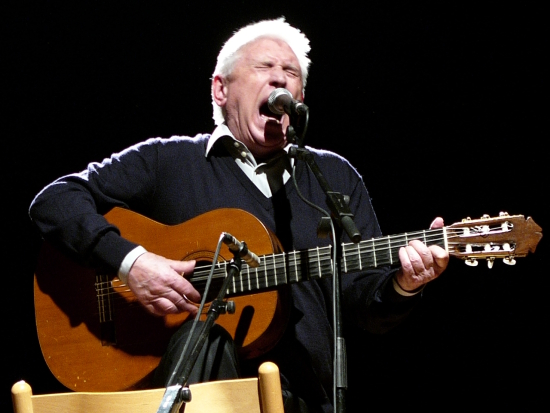
Raimon, en una actuación de 2008. Sigue con la estética de los cantautores de la canción de protesta de finales del franquismo –Paco Ibáñez, Luis Eduardo Aute, Rosa León, José Antonio Labordeta, Nova Cançó catalana, etc.–, que tomó sus modelos de Francia –Georges Brassens– y Estados Unidos –Joan Báez, Bob Dylan–.

Los incidentes de 1968 en España son habitualmente englobados en la movimientos sociales de 1968. Su función como mecanismo de identificación generacional –generación del 68– o ideológica –espíritu del 68– hizo que sus repercusiones posteriores fueran muy superiores. Retrospectivamente, son recordados muy a menudo de forma nostálgica o paródica –por ejemplo, en la canción de Ismael Serrano Papá cuéntame otra vez o en la serie de televisión Cuéntame cómo pasó–.

## Las movilizaciones
A diferencia del Mayo francés, la Primavera de Praga u otras repercusiones de la denominada revolución de 1968 en otros países, en España no pasaron de huelgas y manifestaciones reprimidas por la dictadura de Francisco Franco, que grupos de izquierda procuraron conectar con las movilizaciones universitarias que simultáneamente se estaban produciendo, y que en algunos casos mantenían algún tipo de contacto internacional con jóvenes españoles presentes en París, Londres, Estados Unidos y Checoslovaquia.
Los que alcanzaron mayor impacto fueron los planteados como actos culturales solidarios con las movilizaciones obreras, en particular los conciertos de Raimon –el más concurrido el 18 de mayo– que tuvieron lugar en los recintos universitarios de varias facultades de la Universidad Complutense de Madrid, cuya condición jurídica y algún grado de tolerancia de las autoridades académicas hacía más posible la convocatoria.
Mientras que esos conciertos tuvieron un numeroso público, el escaso alcance de otras convocatorias es recordado como algo menor –como encierros planificados que al poco de iniciados se suspendían ante la ausencia de repercusión–, o los llamados saltos –intentos de interrumpir el tráfico en alguna calle– que no duraban más de algunos minutos, terminando en carreras delante de la policía –los denominados grises por el color de su uniforme– cuando esta hacía acto de presencia y los disolvía expeditivamente.
Los medios de comunicación españoles, cuyo control por la censura se había relajado ligeramente desde la Ley de Prensa de 1966 de Manuel Fraga, no por ello tenían libertad para reflejar las movilizaciones internas; aunque sí lo hicieron abundantemente con las que ocurrían en el extranjero. El tratamiento que de ello hizo el diario Madrid le llevó a un secuestro de su publicación y su cierre durante cuatro meses. Las autoridades decidieron tomarle como cabeza de turco y provocaron su cierre definitivo, e incluso una operación de especulación urbanística que incluía la voladura de su edificio.

## Otros hechos vinculados
En otro orden de cosas, pero conectado por la sensibilidad proclive a la lucha armada, al anticapitalismo y al tercermundismo, es significativo que en 1968 se produjeran los primeros atentados de ETA, que condujeron al Proceso de Burgos. Se ha señalado que la relación existente entre ese primer grupo de etarras y el Partido Nacionalista Vasco tenía mucho que ver con una ruptura generacional entre padres e hijos similar a la existente entre los franceses que habían vivido la Segunda Guerra Mundial y la resistencia y los jóvenes de las barricadas de mayo.
Más condición de revuelta o de amplia movilización popular tuvieron algunos hechos de la Transición española posterior, como los sucesos de Vitoria (1976) o los denominados siete días de enero (1977).

## Otras movilizaciones estudiantiles
En cuanto movilizaciones estudiantiles, la universidad española ya las había tenido mucho más significativas durante los sucesos de 1956; mientras que en un periodo más próximo, el hecho con mayor repercusión se había producido tres años antes del mayo francés: en los sucesos de 1965, el apoyo a las movilizaciones estudiantiles les costó la expulsión de sus cátedras con carácter permanente a Enrique Tierno Galván, Agustín García Calvo y José Luis López Aranguren, y la inhabilitación por dos años a Santiago Montero Díaz y Mariano Aguilar, con los que se solidarizaron, dimitiendo, Antonio Tovar y José María Valverde. Estas personalidades serían las que ejercerían en España la función intelectual que Sartre o Chomsky tuvieron en otros países.
En el año 1966 se produjo La Capuchinada: el asalto policial –sin el preceptivo permiso eclesiástico– al Convento de Capuchinos de Sarriá, donde se había reunido una asamblea del Sindicato Democrático Universitario, y el subsiguiente cierre de la Universidad de Barcelona –abril–. En septiembre el curso comenzó con la suspensión de empleo y sueldo a 68 profesores no numerarios –penenes–.
En 1969 se produjeron nuevamente algaradas estudiantiles, que fueron respondidas con la declaración de un estado de excepción entre el 24 de enero y el 25 de marzo. Se desmantelaron los sindicatos estudiantiles y 20 profesores fueron condenados a penas de confinamiento.

## El contexto del 68 en España
El año 1968, próximo a la conmemoración de los XXV Años de Paz, correspondía al punto álgido del desarrollismo franquista: Segundo Plan de Desarrollo, campañas turísticas –Spain is different–, incluso a la victoria de Massiel en el Festival de la Canción de Eurovisión –el La, la, la que habían negado cantar en catalán a Joan Manuel Serrat–. El éxodo rural y la emigración a Europa eran claves para el mantenimiento de una paz social que daba las primeras muestras de una modesta sociedad de consumo –motorización, construcción masiva de viviendas–. El ascenso social se veía como una posibilidad al alcance de muchos: generalización del acceso al sistema educativo, ejemplo de ídolos populares –Manuel Benítez «El Cordobés»–. Para ese efecto apaciguador se utilizaba la expresión pan y toros o pan y fútbol: el 6 de febrero, un acertante de 14 resultados en la quiniela, Gabino Moral, cobró un premio récord: 30.207.744 pesetas.

## La sucesión generacional
Al igual que en otras partes del mundo, también en el caso español se suele indicar la sucesión generacional de los jóvenes del 68 que ocuparon los puestos directivos y de responsabilidad política durante la Transición española, por una generación de valores muy diferentes: la denominada movida madrileña de la década de 1980, contemporánea de problemas como el paro generalizado, la droga y el sida.[cita requerida]